# Marc Márquez

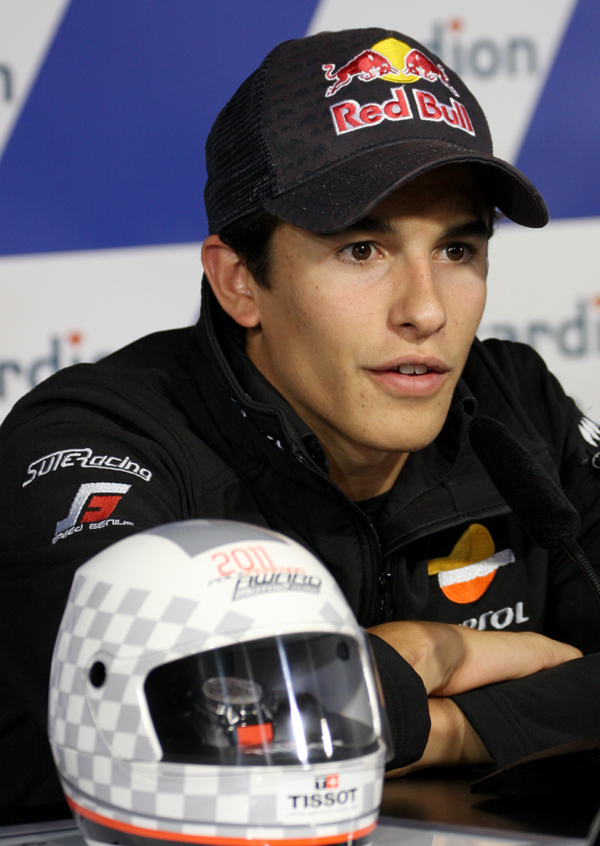
Marc Márquez

Marc Márquez i Alentà (* 17. února 1993 Cervera, Katalánsko, Španělsko) je španělský profesionální motocyklový závodník, osminásobný mistr světa silničních motocyklů a z toho šestinásobný mistr světa kategorie MotoGP. Je jedním ze čtyř jezdců historie, kterým se podařilo získat mistrovský titul ve třech různých třídách; v roce 2010 se stal mistrem světa kategorie do 125 cm³, v roce 2012 zvítězil v kategorii Moto2 a konečně v sezoně 2013 získal mistrovský titul i v nejvyšší a nejprestižnější třídě MotoGP. Stal se tak nejmladším mistrem světa nejvyšší kategorie všech dob a zároveň po 35 letech prvním, kterému se to podařilo v jeho nováčkovské sezoně.
Před začátkem sezony 2014, 20. února, si Márquez při tréninku na motokrosovém motocyklu zlomil pravou nohu. Již o měsíc později však ovládl první závod sezony, Velkou cenu Kataru, kde získal pole position i vítězství v závodě, kterého dosáhl po souboji s Valentinem Rossim. O tři týdny později zvítězil i v americkém Austinu, kde dosáhl pole position, vítězství v závodě i nejrychlejšího kola v závodě, když zajel nový rekord okruhu.

## Statistiky

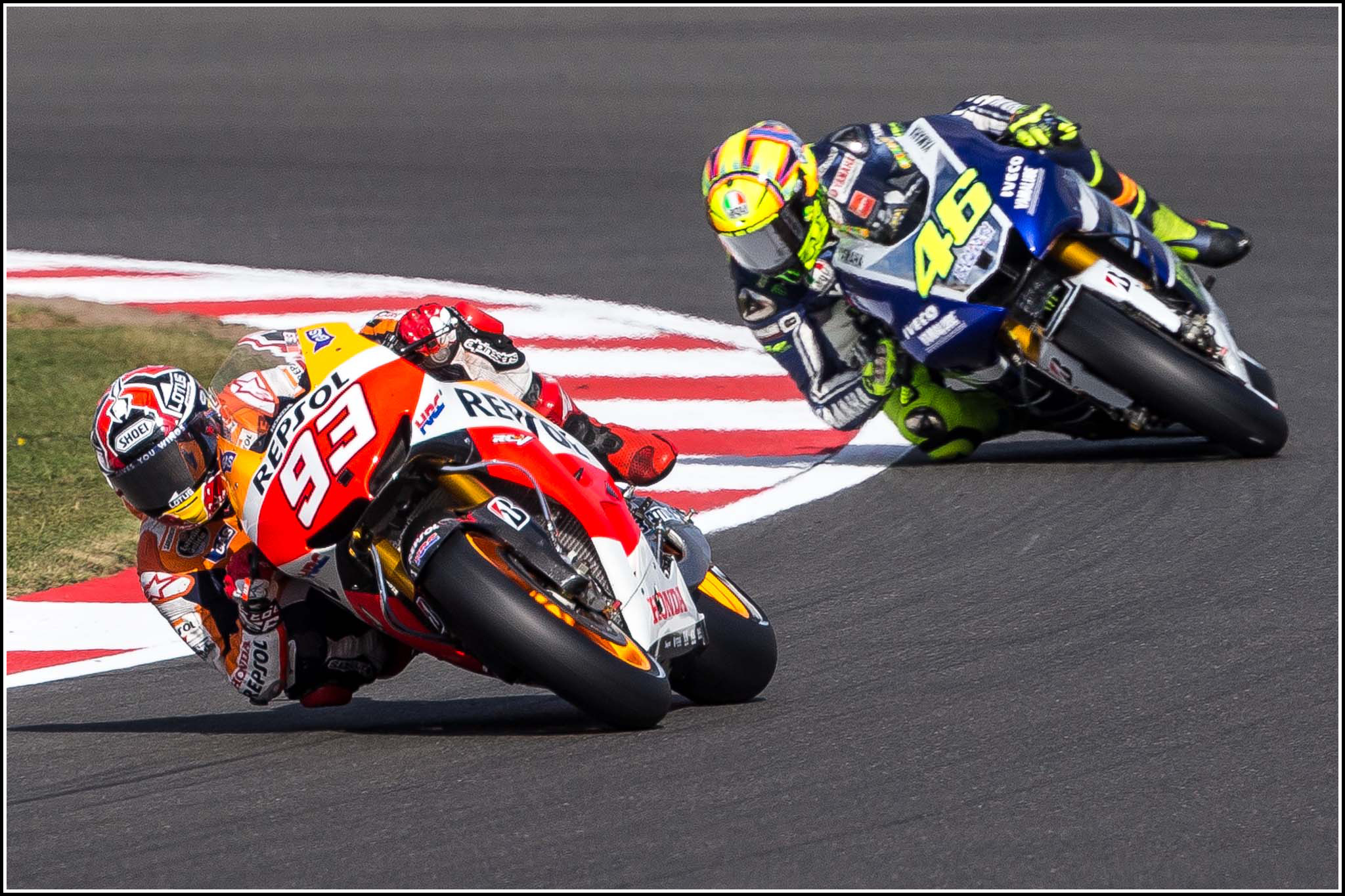
Marc Márquez před Valentinem Rossim

### Podle sezóny
| Sezóna | Třída   | Motocykl | Tým                        | Závody | Vítězství | Pódia | Pole | Nej. kola | Body | Umístění |
| ------ | ------- | -------- | -------------------------- | ------ | --------- | ----- | ---- | --------- | ---- | -------- |
| 2008   | 125 cm³ | KTM      | Repsol KTM 125cc           | 13     | 0         | 1     | 0    | 0         | 63   | 13.      |
| 2009   | 125 cm³ | KTM      | Red Bull KTM Motosport     | 16     | 0         | 1     | 2    | 1         | 94   | 8.       |
| 2010   | 125 cm³ | Derbi    | Red Bull Ajo Motorsport    | 17     | 10        | 12    | 12   | 8         | 310  | 1.       |
| 2011   | Moto2   | Suter    | Team CatalunyaCaixa Repsol | 15     | 7         | 11    | 7    | 2         | 251  | 2.       |
| 2012   | Moto2   | Suter    | Team CatalunyaCaixa Repsol | 17     | 9         | 14    | 7    | 5         | 324  | 1.       |
| 2013   | MotoGP  | Honda    | Repsol Honda               | 18     | 6         | 16    | 9    | 11        | 334  | 1.       |
| 2014   | MotoGP  | Honda    | Repsol Honda               | 18     | 13        | 14    | 13   | 12        | 362  | 1.       |
| 2015   | MotoGP  | Honda    | Repsol Honda               | 18     | 5         | 9     | 8    | 7         | 242  | 3.       |
| 2016   | MotoGP  | Honda    | Repsol Honda               | 18     | 5         | 12    | 7    | 4         | 298  | 1.       |
| 2017   | MotoGP  | Honda    | Repsol Honda               | 18     | 6         | 12    | 8    | 3         | 298  | 1.       |
| 2018   | MotoGP  | Honda    | Repsol Honda               | 18     | 9         | 14    | 7    | 7         | 321  | 1.       |
| 2019   | MotoGP  | Honda    | Repsol Honda               | 19     | 12        | 18    | 10   | 12        | 420  | 1.       |
| 2020   | MotoGP  | Honda    | Repsol Honda               | 1      | 0         | 0     | 0    | 0         | 0    | NC       |
| 2021   | MotoGP  | Honda    | Repsol Honda               | 0      | 0         | 0     | 0    | 0         | 0    | NC*      |
| Celkem |         |          |                            | 206    | 82        | 134   | 90   | 73        | 3321 |          |

### Podle třídy
| Třída  | Sezóna    | První závod         | První podium           | První vítězství | Závody | Vítězství | Pódia | Pole | Nej. kola | Body | Tituly |
| ------ | --------- | ------------------- | ---------------------- | --------------- | ------ | --------- | ----- | ---- | --------- | ---- | ------ |
| 125 cc | 2008–2010 | GP Portugalska 2008 | GP Velké Británie 2008 | GP Itálie 2010  | 46     | 10        | 14    | 14   | 9         | 467  | 1      |
| Moto2  | 2011–2012 | GP Kataru 2011      | GP Francie 2011        | GP Francie 2011 | 32     | 16        | 25    | 14   | 7         | 575  | 1      |
| MotoGP | 2013–     | GP Kataru 2013      | GP Kataru 2013         | GP Ameriky 2013 | 86     | 34        | 60    | 43   | 37        | 1460 | 3      |